# Dejan Lekić
Dejan Lekić (cyr. Дејан Лекић; ur. 7 czerwca 1985 w Kraljevie) – serbski piłkarz występujący na pozycji napastnika. Obecnie bez klubu. W 2009 roku zadebiutował w reprezentacji Serbii.